# Кальехас, Кристиан
Кристиа́н Фабиа́н Калье́хас Родри́гес (исп. Christian Fabián Callejas Rodríguez; 17 мая 1978, Монтевидео) — уругвайский футболист, полузащитник. В 1997—2001 годах выступал за сборную Уругвая.

## Карьера

### Клубная
Кальехас начал профессиональную карьеру в клубе «Данубио» из родного города Монтевидео в 1995 году. Кристиан выступал за этот клуб в течение 7 лет, в ходе которых принял участие в 146 матчах, в которых забил 7 мячей. В 2003 году полузащитник перешёл в другой уругвайский клуб — «Феникс», за который выступал затем в течение 2 лет. Целый сезон в 2005 году Кальехас провёл за клуб «Пайсанду», в который перешёл по истечении контракта с «Фениксом».
В 2006 году полузащитник впервые оказался в Европе, подписав контракт со швейцарским клубом «Лугано», за который провёл 12 игр, в которых не забил ни одного гола. В этом же году Кристиан вернулся на родину, присоединившись к клубу «Расинг», за который отыграл (как и в «Лугано») 12 матчей и не забил ни одного гола. В 2007 году Кальехас решил себя попробовать в другом чемпионате, перейдя в парагвайский клуб «Олимпия». Но и в «Олимпии» полузащитнику не удалось забить ни одного мяча, выйдя на поле в 14 матчах.
В 2008 году Кристиан Кальехас вновь вернулся в Европу, перейдя в мальтийский клуб «Хибернианс», с которым в сезоне 2008/09 ему удалось впервые в своей жизни стать победителем какого-либо официального турнира, выиграв чемпионат Мальты. Поиграв в «Хиберниансе» до 2010 года, полузащитник вновь вернулся на родину, подписав контракт с клубом из второго дивизиона Уругвая «Дурасно», за который продолжает выступать до текущего времени.

### В сборной
Кристиан Кальехас начал свои международные выступления в сборной Уругвая из молодых футболистов до 20 лет, приняв участие в чемпионате мира среди молодёжных команд 1997, а в основной сборной дебютировал в 1997 году. Первым официальным для полузащитника турниром стал Кубок конфедераций 1997, на котором Кристиан принял участие в двух из пяти сыгранных матчей сборной — играх группового этапа с Чехией (2:1) и ЮАР (4:3). В матче с ЮАР Кальехасу удалось забить гол, который стал впоследствии победным для его команды. Этот мяч стал единственным для Кристиана в выступлениях за сборную.
Полузащитник также принимал участие в Кубках Америки 1999 и 2001, наиболее успешным из которых стал турнир 1999 года, на котором сборной Уругвая удалось выйти в финал, в котором команда Кальехаса уступила сборной Бразилии со счётом 0:3 и в итоге заняла второе место.
В 2001 году Кристиан прекратил свои выступления за сборную, отыграв в ней 14 матчей, в которых забил 1 гол.

## Достижения
«Хибернианс»
- Чемпион Мальты: 2008/09

 Сборная Уругвая
- 4-е место на Кубке конфедераций: 1997
- Финалист Кубка Америки: 1999
- 4-е место на Кубке Америки: 2001